# Prêmio Nacional de Educação Fiscal
O Prêmio Nacional de Educação Fiscal é um reconhecimento às iniciativas que oferecem soluções inovadoras na área tributária, e o consequente gasto público, que gerem impacto social e que busquem o desenvolvimento econômico de uma comunidade. A premiação existe desde 2012 e tem como público-alvo instituições de ensino públicas e privadas, Organizações Não Governamentais, Entes Governamentais, instituições públicas e privadas e imprensa.  
Idealizada pela Federação Brasileira de Associações de Fiscais de Tributos Estaduais (Febrafite) o prêmio ocorre uma vez ao ano e tem a pretensão de conscientizar a população brasileira de que os tributos, apesar de comporem a receita da  União, Estados e Municípios, são recursos da sociedade para a realização de serviços e investimentos de qualidade para ela mesma.  Busca-se também incentivar a comunidade a acompanhar e exigir que esses recursos públicos sejam investidos de forma eficiente. 
Desde a sua criação, a premiação é realizada em parceria com os Ministérios da Economia e da Educação, com a Secretaria da Receita Federal do Brasil (SRB), Secretaria do Tesouro Nacional (STN), Escola Nacional de Administração Pública (Enap) e Programa Nacional de Educação Fiscal (PNEF). Empresas, órgãos governamentais e patrocinadores também apoiam a iniciativa. 

## Temáticas abordadas
Podem concorrer ao prêmio projetos que trabalhem a atuação do Fisco no Estado Brasileiro e o combate à sonegação e corrupção fiscal, que busquem disseminar sobre a importância da nota e do cupom fiscal, sobre os conceitos tributários básicos e sobre a função social dos tributos. Também podem ser inscritas iniciativas que incentivem o acompanhamento das contas públicas, a transparência e qualidade dos gastos públicos e que abranjam o controle social, a preservação do patrimônio público e combate ao vandalismo. 
Além disso, a partir de 2019, começou a ser aceita a inscrição de projetos da área de tecnologia que desenvolvam ou patrocinem o desenvolvimento de aplicativos, jogos e programas para computadores ou dispositivos móveis, aplicados ou destinados à Educação Fiscal. Podem participar desta categoria amadores, profissionais e organizações da iniciativa pública, privada ou do Terceiro Setor. 

## Critérios de participação e avaliação
Para concorrer ao prêmio é necessário inscrever projeto que esteja em execução ou finalizado com previsão de continuidade na data da verificação in loco, desde que seja possível mensurar os resultados atingidos. A exceção é para os projetos das categorias Imprensa e Tecnologia.  
Para escolher dentre os melhores projetos, são utilizados os seguintes pontos:  
Inovação e criatividade – neste quesito é levado em consideração a justificativa do projeto, a descrição do objetivo geral e específicos e a criatividade e inovação
Viabilidade – são analisados se os projetos estão em conformidade com as instruções e o estágio de execução. 
Divulgação - o material didático considerando todo aquele destinado ao apoio pedagógico da iniciativa, tais como cartilhas, panfletos, vídeos, impressos são analisados neste quesito
Beneficiários do projeto – neste quesito é avaliada a abrangência do projeto, levando em consideração o número de beneficiários diretos atingidos pelo mesmo. Também é analisada o envolvimento e a participação dos gestores e responsáveis do projeto.
1. ↑  «Prêmio reconhece os melhores projetos de educação fiscal - Febrafite | Estúdio Folha». estudio.folha.uol.com.br. Consultado em 29 de fevereiro de 2020
2. ↑  Prêmio Nacional de Educação Fiscal está com inscrições abertas, consultado em 29 de fevereiro de 2020
3. ↑  Brasília, Agência (1 de agosto de 2019). «Instituição incentiva boas reportagens sobre educação fiscal». Agência Brasília. Consultado em 29 de fevereiro de 2020
4. ↑  Geral, Arquivo (27 de novembro de 2015). «Febrafite premia os cinco melhores projetos de educação fiscal no Brasil». JBr. Jornal de Brasília. Consultado em 29 de fevereiro de 2020
5. ↑  «Prêmio Nacional de Educação Fiscal». www.premioeducacaofiscal.org.br. Consultado em 29 de fevereiro de 2020
6. ↑  Geral, Arquivo (27 de novembro de 2015). «Febrafite premia os cinco melhores projetos de educação fiscal no Brasil». JBr. Consultado em 29 de fevereiro de 2020
7. ↑  MG1 | Prêmio Nacional de Educação Fiscal está com inscrições abertas | Globoplay, consultado em 29 de fevereiro de 2020
8. ↑  «Prêmio Nacional de Educação Fiscal». www.premioeducacaofiscal.org.br. Consultado em 29 de fevereiro de 2020
9. ↑  Redação (29 de novembro de 2018). «Professor da Rede Estadual é bicampeão no Prêmio Nacional de Educação Fiscal». Portal Correio. Consultado em 29 de fevereiro de 2020
10. ↑  «Escolas com projetos de educação fiscal recebem orientações sobre regulamento de Prêmio Nacional». G1. Consultado em 29 de fevereiro de 2020